# 오노 리나
오노 리나(일본어: 小野 莉奈 おの りな[*], 2000년 5월 8일 ~ )는 일본의 배우이다.